# Разорёнов, Юрий Иванович
Юрий Иванович Разорёнов (род. 1963) — российский учёный, доктор технических наук, профессор, ректор Новочеркасского политехнического института (НПИ) с 2020 года; действительный член Академии горных наук.
Автор более 290 работ, среди которых 7 монографий, а также ряда авторских свидетельств и патентов на изобретения.

## Биография
Родился в 1963 году в Новочеркасске.
В 1985 году окончил горно-геологический факультет Новочеркасского политехнического института по специальности «Технология и комплексная механизация открытой разработки месторождений полезных ископаемых», получив квалификацию «горный инженер».
Остался работать в родном вузе и с 1985 по 1992 год являлся ассистентом кафедры «Разработка рудных и нерудных месторождений». С января по июнь 1992 года — старший преподаватель кафедры «Открытая разработка месторождений полезных ископаемых»; с июля 1992 по 1995 год — старший преподаватель кафедры «Подземная разработка месторождений полезных ископаемых».
В 1992 году защитил кандидатскую диссертацию на тему «Технология повторной добычи руд карьером при открыто-подземном способе разработки наклонных жильных месторождений». С 1995 по 1999 год являлся доцентом кафедры «Подземная разработка месторождений полезных ископаемых». В 2001 году защитил докторскую диссертацию на тему «Оптимизация рудопотоков при разработке сложных рудных месторождений подземно-открытым способом». Затем работал в Новочеркасском государственном техническом университете доцентом и профессором, с марта 2006 по июнь 2009 года заведовал кафедрой «Подземная разработка месторождений полезных ископаемых».
С июня 2009 по февраль 2011 года Ю. И. Разорёнов являлся проректором по учебно-воспитательной работе. Затем снова работал профессором кафедры «Горное дело» и короткое время заведовал этой кафедрой в 2011 году. В 2011—2012 годах — декан факультета геологии, горного и нефтегазового дела; с 2012 по 2014 год — проректор по научной работе и инновационной деятельности Южно-Российского государственного политехнического университета (НПИ).
С 3 мая 2014 года по 30 марта 2017 года Юрий Иванович исполнял обязанности ректора Северо-Кавказского горно-металлургического института. В 2017 году вернулся в родной вуз и работал проректором по стратегическому развитию, проректором по научной работе и стратегическому развитию, а также первым проректором ЮРГПУ(НПИ).
С 28 января 2019 года по 27 января 2020 года временно исполнял обязанности ректора Южно-Российского государственного политехнического университета (НПИ) имени М. И. Платова. 27 января 2020 года был назначен на должность ректора этого вуза.
В 2008 году за достижения, способствующие эффективному развитию горной промышленности и горных наук, был награждён межотраслевым знаком «Горняцкая слава» II степени. В 2011 году Ю. И. Разорёнову присвоено звание «Почётный работник высшего профессионального образования Российской Федерации». В 2013 году награждён медалью «За доблестный труд на благо Донского края». В 2014 году награждён почетной грамотой Министерства образования и науки республики Северная Осетия-Алания.